# Backhand (musikalbum)
Backhand från 1975 är ett musikalbum med Keith Jarretts ”American Quartet” utökad med slagverkaren Guilherme Franco . Albumet är inspelat i oktober 1974 i Generation Sound Studios i New York vid samma session som Death and the Flower.

## Låtlista
All musik är skriven av Keith Jarrett.
1. Inflight – 9:04
2. Kuum – 11:34
3. Vapallia – 7:46
4. Backhand – 11:05

## Medverkande
- Keith Jarrett – piano, flöjt, slagverk, sopransaxofon
- Dewey Redman – tenorsaxofon, suona, slagverk
- Charlie Haden – bas
- Paul Motian – trummor, slagverk
- Guilherme Franco – slagverk